# Tetracanthella ariegica
Tetracanthella ariegica is een springstaartensoort uit de familie van de Isotomidae. De wetenschappelijke naam van de soort is voor het eerst geldig gepubliceerd in 1997 door Deharveng & Bedos.